# Юніон (Мен)
Юніон (англ. Union) — місто (англ. town) в США, в окрузі Нокс штату Мен. Населення — 2383 особи (2020).

## Демографія
Згідно з переписом 2010 року, у місті мешкало 2259 осіб у 981 домогосподарстві у складі 638 родин. Було 1203 помешкання
Расовий склад населення:
| - 98,7 % — білих - 0,4 % — корінних американців - 0,3 % — чорних або афроамериканців |

До двох чи більше рас належало 0,6 %. Частка іспаномовних становила 0,4 % від усіх жителів.
За віковим діапазоном населення розподілялося таким чином: 19,7 % — особи молодші 18 років, 63,9 % — особи у віці 18—64 років, 16,4 % — особи у віці 65 років та старші. Медіана віку мешканця становила 46,5 року. На 100 осіб жіночої статі у місті припадало 96,3 чоловіків;  на 100 жінок у віці від 18 років та старших — 94,5 чоловіків також старших 18 років.
Середній дохід на одне домашнє господарство  становив 66 498 доларів США (медіана — 56 271), а середній дохід на одну сім'ю — 76 204 долари (медіана — 67 000). Медіана доходів становила 38 125 доларів для чоловіків та 37 014 долари для жінок. За межею бідності перебувало 3,9 % осіб, у тому числі 2,6 % дітей у віці до 18 років та 4,2 % осіб у віці 65 років та старших.
Цивільне працевлаштоване населення становило 1335 осіб. Основні галузі зайнятості: освіта, охорона здоров'я та соціальна допомога — 21,9 %, роздрібна торгівля — 20,7 %, виробництво — 10,9 %, будівництво — 7,7 %.